# Pterostylis pulchella
Pterostylis pulchella är en orkidéart som beskrevs av Messmer. Pterostylis pulchella ingår i släktet Pterostylis och familjen orkidéer. Inga underarter finns listade i Catalogue of Life.